# Чемпионат Таиланда по хоккею с шайбой
Чемпионат Таиланда по хоккею с шайбой — хоккейная лига Таиланда, образованная в 2003 году для увеличения популярности хоккея в Таиланде и для получения качественных, хороших игроков для сборной Таиланда, чтобы участвовать в международных турнирах.

## История
Чемпионат Таиланда по хоккею была образована в 2003 году американцем Скоттом Уиткомбом и канадцем Скоттом Мюррейем. Оба выступали за Флаинг Фарангс, а сборную Таиланда составляли из иностранных игроков, для участия в Азиатских турнирах.
Чемпионат Таиланда наполовину состоит из игроков-легионеров и местных игроков.
В турнирах, организованных лигой - Страна улыбок и Город Ангелов - каждый год участвуют до 30 команд из 15 стран Азии.

## Команды сезона 2014/15
- Сухумвит Старс
- Спортс корнер Снайперс
- Рамхамхаенг Ред Уингз
- Ратчада Койотс

## Чемпионы
- 2011/12: БНХ Хоспитал Бладес [2]
- 2010/11: Паттая Ойлерс[3]
- 2009/10: Роадхоус Смокерс
- 2008/09: Уалл стрит Варриорс
- 2007/08: Курве Интриор Койотс
- 2006/07: Курве контактинг Койотс
- 2005/06: Джамкомб спортс Лифс
- 2004/05: Курве контактинг Койотс
- Весна 2004:Офис Бар Брюинс
- Осень 2003: Клонг Тоеу Уайлерс